# Журавлёвка (Симферопольский район)
Журавлёвка (до 1948 года Минлерчи́к; укр. Журавлівка, крымскотат. Miñlerçik, Минълерчик) — село в Крыму. После аннексии Крыма Россией в 2014 году согласно административно-территориальному делению России — в Симферопольском районе Республики Крым, центр Журавлёвского сельского поселения; согласно административно-территориальному делению Украины — Журавлёвского сельского совета Автономной Республики Крым.

## Население
| 2001 | 2014  |
| ---- | ----- |
| 1339 | ↗1368 |

Всеукраинская перепись 2001 года показала следующее распределение по носителям языка
| Язык             | Процент |
| ---------------- | ------- |
| русский          | 81,93   |
| украинский       | 10,68   |
| крымскотатарский | 6,57    |
| другие           | 0,14    |

### Динамика численности
| - 1806 год — 98 чел. - 1864 год — 128 чел. - 1887 год — 78 чел. - 1892 год — 133 чел. - 1900 год — 107 чел. - 1915 год — 117/31 чел. | - 1926 год — 168 чел. - 1939 год — 256 чел. - 1989 год — 1289 чел. - 2001 год — 1339 чел. - 2009 год — 1130 чел. - 2014 год — 1339 чел. |

## Современное состояние
В Журавлёвке 11 улиц и 1 переулок, площадь, занимаемая селом, 77,3 гектара, на которой в 482 дворах, по данным сельсовета на 2009 год, числилось 1130 жителей.
В селе действует сельхозпредприятие ПАО Партизан (бывший одноимённый совхоз), работают элеватор и молочно-товарная ферма. Имеются муниципальное бюджетное общеобразовательное учреждение
«Журавлевская школа» и детский сад «Журавушка», амбулатория, дом культуры, магазины. Журавлёвка связана автобусным сообщением с Симферополем, Севастополем, Армянском, Красноперекопском.

## География
Село Журавлёвка расположено на севере района, примерно в 33 километрах (по шоссе) от Симферополя, в степном Крыму, высота центра села над уровнем моря — 115 м. Ближайшая железнодорожная станция Остряково — около 9 км. Соседние сёла: Куприно в 1 километре (по шоссе 2,5 км), Широкое в 3,5 километрах и Сумское — 2,5 км. Транспортное сообщение осуществляется по региональной автодороге 35Н-550 от шоссе Красноперекопск — Симферополь (по украинской классификации С-0-11357 — автодорога Н-05 — Журавлёвка).

## История
Первое документальное упоминание села встречается в Камеральном Описании Крыма… 1784 года, судя по которому, в последний период Крымского ханства Менлерчик (записано как Менгелерджек ) входил в Акмечетский кадылык Акмечетского каймаканства. После присоединения Крыма к России (8) 19 апреля 1783 года, (8) 19 февраля 1784 года, именным указом Екатерины II сенату, на территории бывшего Крымского Ханства была образована Таврическая область и деревня была приписана к Евпаторийскому уезду. Пётр Паллас, побывавший в селении в 1793 году, упоминает находящуюся в селении почтовую станцию. После Павловских реформ, с 1796 по 1802 год, входила в Акмечетский уезд Новороссийской губернии. По новому административному делению, после создания 8 (20) октября 1802 года Таврической губернии, Менлерчик был включён в состав Тулатской волости Евпаторийского уезда.
По Ведомости о волостях и селениях, в Евпаторийском уезде с показанием числа дворов и душ… от 19 апреля 1806 года, в деревне Менлерчик числилось 11 дворов, 98 крымских татар и 6 отставных солдат — татар с 2 женщинами. На военно-топографической карте генерал-майора Мухина 1817 года обозначен Менлерчик с 10 дворами. После реформы волостного деления 1829 года Менлерчик, согласно «Ведомости о казённых волостях Таврической губернии 1829 года», отнесли к Темешской волости. На карте 1836 года в деревне Мингрельчик 12 дворов, а на карте 1842 года Менлерчик обозначен условным знаком «малая деревня», то есть, менее 5 дворов.
В 1860-х годах, после земской реформы Александра II, деревню приписали к Абузларской волости. В «Списке населённых мест Таврической губернии по сведениям 1864 года», составленном по результатам VIII ревизии 1864 года, Минлерчик — «владельческая» татарская деревня с 10 дворами, 128 жителями, мечетью и обывательской почтовой станцией при колодцах. По обследованиям профессора А. Н. Козловского 1867 года, вода в колодцах деревни была пресная, а их глубина достигала 21—26 саженей (44—54 м). На трехверстовой карте Шуберта 1865—1876 года в деревне Минглерчик 27 дворов. В «Памятной книге Таврической губернии 1889 года», по результатам Х ревизии 1887 года, записан Мендлерчик с 15 дворами и 78 жителямим.
В 1891 году, выходцами из колоний Шенау, Лихтенау и Александрволь на реке Молочной, на 1169 десятинах земли, было основано немецкое меннонитское поселение. На верстовой карте 1890 года в деревне обозначено 12 дворов с немецким (лютеранским) населением. Согласно «…Памятной книжке Таврической губернии на 1892 год», в деревне Менлерчик, входившей в Биюк-Токсабинский участок, числилось 133 жителя в 8 домохозяйствах.
Земская реформа 1890-х годов в Евпаторийском уезде прошла после 1892 года, в результате Менлерчик приписали к Камбарской волости. По «…Памятной книжке Таврической губернии на 1900 год» в деревне числилось 107 жителей в 17 дворах, к 1911 году в селе проживало 117 человек. На 1914 год в селении действовало меннонитское земское училище. По Статистическому справочнику Таврической губернии. Ч.II-я. Статистический очерк, выпуск пятый Евпаторийский уезд, 1915 год, в деревне Менглерчик Камбарской волости Евпаторийского уезда числилось 11 дворов (8 дворов с землёй, 3 — безземельные) с немецким населением в количестве 117 человек приписных жителей и 31 — «посторонних», из которых 80 мужчин и 84 женщины. Жители владели 1271 десятиной удобной земли. В хозяйствах имелось 108 лошадей, 70 волов, 17 коров и 68 голов мелкого скота. Согласно списку 1915 года «…русских подданных из австрийских, венгерских или германских выходцев» землевладельцев, опубликованном в газете «Таврические губернские ведомости» в апреле 1915 года, при деревне Менлерчик значилось семейство Дик: Иоган Клясович, Иоганес Якубович и Пётр Яковлевич, имевшие по 222,6 десятины земли; Якуб Францевич владел 72 дес. и Иоганес Францевич — 1 дес. 1800 квадратных саженей. Корнельсоны: Якуб Антонович имел 145 дес., Анна Избрандовна — 48 дес. 800 кв. саж. Гиберт Абрам Абрамович владел 73 дес., Леткеман Пётр Якубович — 187 дес. 2200 кв. саж. и Рапп Екатерина Францовна — 1 и 3/4 дес. Корнельсон Якубович Борн имел усадьбу площадю 1 и 3/4 десятин.
После установления в Крыму Советской власти, по постановлению Крымревкома от 8 января 1921 года была упразднена волостная система и село включили в состав вновь созданного Сарабузского района Симферопольского уезда, а в 1922 году уезды получили название округов. 11 октября 1923 года, согласно постановлению ВЦИК, в административное деление Крымской АССР были внесены изменения, в результате которых был ликвидирован Сарабузский район и образован Симферопольский и село включили в его состав. Согласно Списку населённых пунктов Крымской АССР по Всесоюзной переписи 17 декабря 1926 года, в селе Менлерчик, Спатского сельсовета Симферопольского района, числилось 33 двора, из них 32 крестьянских, население составляло 168 человек, из них 150 немцев, 17 русских, 1 украинец, действовала немецкая школа; по переписи 1939 года — в селе проживало 256 человек. К этому времени в Менлерчике действовали 2 колхоза: им. Карла Либкнехта и им. Розы Люксембург.
Во время Большого террора в селении Менлерчик за одну ночь в 1938 году было арестовано 72 человека.
Вскоре после начала Великой Отечественной войны, 18 августа 1941 года крымские немцы были выселены, сначала в Ставропольский край, а затем в Сибирь и северный Казахстан. После освобождени Крыма от фашистов, в июле 1944 года, на базе двух прежних колхозов был организован совхоз Партизан, как подсобное хозяйство Министерства совхозов РСФСР, для обеспечения продуктами питания крымских здравниц. 12 августа 1944 года было принято постановление № ГОКО-6372с «О переселении колхозников в районы Крыма», по которому в сентябре 1944 года в район из Винницкой области переселялись семьи колхозников. С 25 июня 1946 года Менлерчик в составе Крымской области РСФСР. 18 мая 1948 года указом Президиума Верховного Совета РСФСР Менлерчик переименовали в Журавлёвку.
26 апреля 1954 года Крымская область была передана из состава РСФСР в состав УССР. Указом Президиума Верховного Совета УССР «Об укрупнении сельских районов Крымской области», от 30 декабря 1962 года Журавлёвку присоединили к Бахчисарайскому району, а
1 января 1965 года, указом Президиума ВС УССР «О внесении изменений в административное районирование УССР — по Крымской области», возвратили в состав Симферопольского. Решением Крымоблисполкома от 18 февраля 1977 года № 101 образован Журавлёвский сельсовет. По данным переписи 1989 года в селе проживало 1289 человек. С 12 февраля 1991 года село в восстановленной Крымской АССР, 26 февраля 1992 года переименованной в Автономную Республику Крым. С 21 марта 2014 года в составе Крыма аннексирована Россией.
Во время Крымской наступательной операции в апреле 1944 года район села стал местом боёв. В селе в парке культуры имеется братское захоронение советских воинов.  Объект культурного наследия народов РФ регионального значения. Рег. № 911710856090005 (ЕГРОКН),